# Tragic Kingdom
Tragic Kingdom là album phòng thu thứ ba của ban nhạc rock Mỹ No Doubt. Album được phát hành ngày 10 tháng 10 năm 1995 bởi Trauma Records, một bộ phận của Interscope Records, ít hơn 7 tháng sau ngày phát hành album trước của nhóm The Beacon Street Collection. Đây là lần cuối cùng album xuất hiện tay keyboard Eric Stefani, người rời nhóm năm 1994. Album do Matthew Wilder sản xuất và thu âm tại mười một phòng thu ở Vùng Đại Los Angeles giữa tháng 3 năm 1993 và tháng 10 năm 1995. Giữa năm 1995 và 1998, bảy đĩa đơn được phát hành từ album, bao gồm "Just a Girl".